# Championnats du monde de tir 1913
Navigation
Édition précédente Édition suivante
Les championnats du monde de tir 1913, dix-septième édition des championnats du monde de tir, ont eu lieu à Camp Perry, aux États-Unis, en 1913.